# Artušova smrt
Artušova smrt (originální titul je ve středověké francouzštině: Le Morte d'Arthur) je středoanglicky psaný rytířský román Thomase Maloryho, vzniklý kompilací francouzských a anglických rytířských románů s artušovskou tematikou (v textu je zdroj příběhů uváděn jen jako „francouzská kniha“). Kniha zahrnuje i některé texty, které vytvořil Malory sám, například příběh o rytíři Garethovi, ostatní příběhy jsou převyprávěny dle Maloryho názorů a interpretace. Dílo bylo poprvé vydáno roku 1485 Williamem Caxtonem, který ho také zredigoval a provedl na něm řadu změn. Jde o jakési shrnutí středověké artušovské literatury, jako takové má dosud velký ohlas.
Malory práci na díle patrně zahájil ve vězení na počátku padesátých let 15. století, dílo dokončil v roce 1470. Titul díla je dílem Williama Caxtona, původní Maloryho název zněl The hoole booke of kyng Arthur & of his noble knyghtes of the rounde table (tj. Úplná kniha o králi Artušovi a jeho vznešených rytířích kulatého stolu). Caxtonův titul je možná výsledkem nepochopení autorova přání, protože o smrti krále Artuše vypráví teprve závěrečná část díla.
Caxton také dílo rozčlenil do 21 knih a 507 kapitol. Původně ale Malory rozdělil své dílo na osm samostatných příběhů:
1. Příběh o narození a vzestupu krále Artuše.
2. Příběh o válce krále Artuše proti římskému králi Luciovi.
3. Příběh o Lancelotovi.
4. Příběh o Garethovi, bratrovi Gawaina.
5. Příběh o Tristanovi a Isoldě.
6. Příběh o výpravě za Svatým grálem.
7. Příběh o Lancelotovi a Guineveře.
8. Rozpad Kruhového stolu a smrt krále Artuše.

Děj knihy se odehrává především v Británii a Francii v druhé polovině 5. století. Vypráví převážně o jednotlivých rytířských výpravách rytířů Kruhového stolu (často se používá varianta „Kulatý stůl“, nicméně nejpoužívanější český překlad Jana Cahy důsledně užívá podobu „Kruhový stůl“), na kterých hrdinové prožívají nejrůznější fantastická dobrodružství, bojují s jinými rytíři a příšerami. Jednotlivé příběhy jsou sice spojeny postavami a prostředím, dějově jsou ale na sobě v podstatě nezávislé.

## České překlady
Do češtiny bylo dílo přeloženo dvakrát, první a nejpoužívanější, byť mírně zkrácený překlad pořídil Jan Caha (první vydání 1960), druhý překlad, kritikou velmi nepříznivě přijatý, pořídil Ivory Rodriguez (vydáno 1997–1998). Jeho překlad byl oceněn v roce 1997 překladatelskou anticenou Skřipec.